# Eclipse lunar de 29 de novembro de 1993
| Eclipse Lunar Total 29 de novembro de 1993 | Eclipse Lunar Total 29 de novembro de 1993 |
| --- | ------------------------------------------ |
| A Lua cruza a parte sul do cone de sombra da Terra, de oeste para leste (da direita para a esquerda), com o disco lunar avermelhado e escuro no centro-norte, região mais próxima do centro da sombra terrestre. |                                            |
| Gamma | -0,3994                                    |
| Saros (e membro) | 135 (22 de 71)                             |
| Sequência de eclipses lunares |                                            |
| Anterior | 4 de junho de 1993                         |
| Próximo | 25 de maio de 1994                         |
| Duração (hr:mn:sc) |                                            |
| Total | 0:46:39                                    |
| Parcial | 3:30:47                                    |
| Penumbral | 5:54:23                                    |
| Fases e Horários do Eclipse (UTC) |                                            |
| P1 | 3:28:52                                    |
| U1 | 4:40:44                                    |
| U2 | 6:02:47                                    |
| Máximo | 6:26:06                                    |
| U3 | 6:49:27                                    |
| U4 | 8:11:31                                    |
| P4 | 9:23:15                                    |

O eclipse lunar de 29 de novembro de 1993 foi um eclipse total, o segundo e último de dois eclipses totais do ano. Teve magnitude umbral de 1,0876 e penumbral de 2,1633. Sua totalidade teve duração de aproximadamente 46 minutos.
A Lua cruzou a região sul do cone de sombra da Terra, em nodo ascendente, dentro da constelação de Touro.
Durante a totalidade, o disco lunar cruzou no interior da metade sul do cone de sombra, contudo, a Lua se encontrou próxima da fronteira interna entre a umbra e a zona penumbral. Com isso, sua superfície se apresentou mais escura e avermelhada mais ao norte, e com tonalidade alaranjada e com um certo brilho na região sul da Lua. Os eclipses totais são conhecidos geralmente como Lua de Sangue ou Lua Vermelha, pela tonalidade mais vermelha e escura característicos de um eclipse total.

## Série Saros
Eclipse pertencente ao ciclo lunar Saros de série 135, sendo de número 22, totalizando 71 eclipses da série. O último eclipse foi o eclipse total de 18 de novembro de 1975, e o próximo será com o eclipse total de 10 de dezembro de 2011.

## Visibilidade
Foi visível nas Américas, no Ártico, Atlântico, Pacífico, Europa, centro-oeste da África e no leste da Ásia.
| Região do planeta onde o eclipse foi visível durante o máximo da totalidade - 6:26 UTC. A região central do México na América do Norte, obteve a melhor observação do meio do eclipse, de onde foi visível à meia-noite. |
| Mapa de visibilidade do eclipse |